# Agentura GAIA
Agentura GAIA  bylo občanské sdružení založené Marií Haisovou, Adélou Purschovou a Hanou Pernicovou v roce 1997. Vymazáno z rejstříku spolků v roce 2021.

## Vize
Posláním Agentury GAIA bylo hledání nových forem mezilidské komunikace v oblasti ochrany životního prostředí, vzdělávání a osvěty.
Tato vize byla naplňována programy:

## Programy
- Zeleň je život, jehož cílem je návrat stromů do ulic měst a obcí
- Ženy a životní prostředí kladoucí důraz na ženský přístup k životu
- Peníze nebo život, ve kterém jde o hledání cest k řešení celosvětové ekologické krize ve formě lepšího hospodaření
- Vzdělávání a osvěta[7] ve formě přednášek, besed, konferencí, článků....

V rámci jednotlivých programů byly realizovány projekty

### Zeleň je život
- Znáte svůj prostor? - komunitní rozhodování o podobě vnitrobloku v Radhošťské ulici v Praze 3 [9]
- Výsadba stromů v Lublaňské, Wenzigově, Kubelíkově ulici v Praze [10]
- Realizace dětského hřiště v Kunraticích [11]

### Ženy a životní prostředí
- Čas je život - rovnost mezi mužským a ženským principem [12]
- Ženy v politice a veřejném životě - Růže mezi trním [13]
- Quo vadis, femina?- tvorba vize žen o trvale udržitelném životě [14]
- Život není na prodej - Ženy, děti, příroda jako alternativa k politice WB, IMF a WTO [15]
- You can do it! - Mezinárodní projekt inspirace řemeslnou prací žen[16]

### Peníze nebo život
- LETS - Pojďme si pomáhat, projekt vzájemné sousedské výpomoci [17]
- Kudy ven z pasti konzumerismu, hledání východisek z ekologické krize [18]
- Ekologická cesta do společné Evropy - vzdělávací program pro různé věkové kategorie [19]
- Archa 21 - mezinárodní síť ekologických mateřských školek [20]
- My v 21. století - realizace modelové ekologické školky v Klatovech [21]

## Ocenění
- 2013: PEČEŤ KVALITY za projekt You can do it!, DZS, NAEP, MŠMT
- 2012: Národní cena kariérového poradenství, DZS, MŠMT
- 2004: GREEN APPLE Awards za nejlepší environmentální aktivity, UK
- 2003: Cena Fordovy nadace za kulturní rozvoj a životní prostředí za projekt Znáte svůj prostor?
- 2003: O LIDECH S LIDMI - Cena Ministra ŽP a MV za projekt Znáte svůj prostor?